# Вирен, Роберт Николаевич
Роберт Николаевич Вирен (нем. Robert Reinhold von Wirèn; 25 декабря 1856, Новгород — 14 марта 1917, Кронштадт, Петроградская губерния) — русский адмирал (1915), участник русско-японской войны и Первой мировой войны, с 8 апреля 1907 года по 24 июля 1908 года исполнял должность главнокомандующего Черноморского флота.

## Биография
Роберт Вирен родился в дворянской семье; кроме Роберта, в ней было пятеро сыновей и четыре дочери. Отец, Николай Иванович Вирен, был выпущен в 1851 году из Главного педагогического института в Псковскую гимназию; преподавал историю в Новгородской гимназии, а позднее был директором Омской учительской семинарии.
Окончил Морской кадетский корпус (1877), Минный офицерский класс (1884), Николаевскую морскую академию (1899).
В 1880—1883 годах на клипере «Стрелок» находился в загранплаваниях, затем служил на Балтийском флоте. В 1883 году Роберт Николаевич Вирен произведён в чин лейтенанта и награждён орденом Святого Станислава 3-й степени. В 1886 году зачислен в минные офицеры 1-го разряда. В 1888 году награждён орденом Святой Анны 3-й степени. В 1889—1891 годах в должности минного офицера на броненосце «Пётр Великий» совершил заграничное плавание. В 1891 году зачислен на оклад по чину капитан-лейтенанта.
С 1891 по 1894 годы преподавал минное дело великому князю Георгию Александровичу. С 1894 года капитан 2-го ранга, командовал мореходной канонерской лодкой «Посадник» (1896—1897), учебным судном «Верный» (1898—1899), броненосцем береговой обороны «Стрелец» (1900).

В высшей степени дисциплинарен и исполнителен. Отличный морской офицер, знающий и любящий морское дело. При отправлении службы очень строг и требователен, большой педант. Мало доверчив к своим подчинённым офицерам. Очень заботлив о своём судне равно как и о подчинённых ему чинах. Для выполнения военно-политических поручительств и представительств в иностранных водах в международной обстановке безусловно пригодный офицер— Из аттестации, подписанной вице-адмиралом К. П. Никоновым 28 июля 1903 года
С 1901 года капитан 1-го ранга и командир крейсера I ранга «Баян». С возвращением 1-й Тихоокеанской эскадры после боя 28 июля 1904 года в Жёлтом море стал флаг-капитаном контр-адмирала князя П. П. Ухтомского.

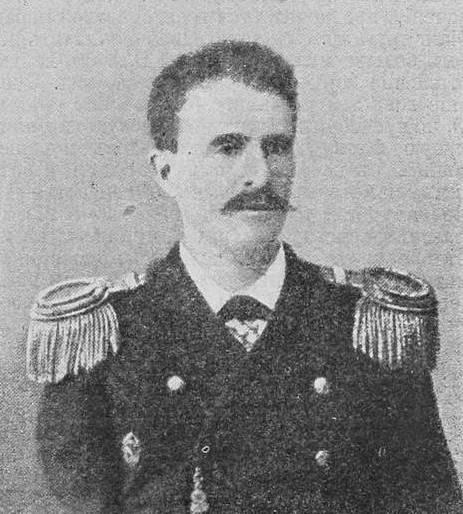
Р. Н. Вирен
Фото из «ВЭС»

23 августа 1904 года за отличие произведён в контр-адмиралы и назначен командующим отдельным отрядом судов, находящихся в Порт-Артуре. В конце ноября 1904 года ранен; после сдачи крепости находился в японском плену. За участие в боях у Порт-Артура награждён золотой саблей с надписью «За храбрость» (14 марта 1904 года — за бой 27 января), орденами Святого Георгия 4-й степени (7 июня 1904 года) и Святого Станислава 1-й степени с мечами (19 марта 1907 года).
По возвращении из плена Роберт Николаевич Вирен был назначен 10 апреля 1906 года младшим флагманом Черноморской флотской дивизии, затем начальником учебно-артиллерийского отряда Балтийского флота (1906—1907). 
8 апреля 1908 года назначен исправляющим должность главного командира Черноморского флота и портов Чёрного моря. 3 сентября 1908 года «за труды, понесенные по званию бывшего временного Севастопольского генерал-губернатора» удостоился Монаршего благоволения. 
24 июля 1908 года назначен членом Адмиралтейств-совета. 28 сентября 1909 года «за особые труды в качестве члена междуведомственной комиссии по переносу каботажного порта из южной бухты г. Севастополя» удостоился Высочайшего благоволения. 
6 декабря 1909 года произведён в вице-адмиралы с назначением главным командиром Кронштадтского порта и военным губернатором Кронштадта. Стремился к поддержанию строгого порядка и дисциплины, отличался взыскательностью и придирчивостью; улучшил подготовку специалистов флота. 10 июля 1913 года «за труды, понесенные при сооружении Морского Собора в Кронштадте» удостоился Высочайшей благодарности. 14 апреля 1913 года награждён орденом Святого Владимира 2-й степени.  21 июля 1914 года «за труды, понесенные по постройке в Кронштадте дока Цесаревича Алексея Николаевича» удостоился Высочайшей благодарности. 11 августа 1914 года «за скорое и успешное исправление линейного корабля «Андрей Первозванный» удостоился Высочайшей благодарности.  
16 февраля 1915 года Вирен стал адмиралом. В 1916—1917 годах он был делегатом от Морского министерства во Временном совете главнонаблюдающего за физическим развитием народонаселения Российской империи. В 1916 году за личную отвагу при предотвращении пожара и взрыва пороховых погребов Петровского форта в Кронштадте был представлен к ордену Святого Георгия 3-й степени.
Роберт Николаевич Вирен был убит революционными матросами во время Февральской революции 1 марта 1917 года (заколот штыками на Якорной площади Кронштадта).
Похоронен на лютеранском (Немецком) кладбище в Кронштадте.

## Семья
Был женат на Надежде Францевне Александровой (28.08.1860 — 23 января 1950), дочери действительного статского советника, директора реального училища.
У них дети: Надежда (1885 — 06.04.1971), в замужестве Реманова; Николай (05.03.1886—02.09.1943); Георгий (04.03.1895 — после 1974); Алексей (1897 — 26.08.1975). Все члены семьи эмигрировали за границу. Сыновья проживали и умерли в США. Мать и дочь жили в Праге, похоронены в крипте храма Успения Пресвятой Богородицы на Ольшанах

## Награды
- Орден Святого Станислава 3-й степени (15.05.1883)

- Орден Святой Анны 3-й степени (01.01.1888)

- Орден Святого Станислава 2-й степени (01.01.1892)

- Орден Святой Анны 2-й степени (14.05.1896)

- Орден Святого Владимира 4-й степени с бантом (22.12.1896)

- Орден Святого Владимира 3-й степени (1902)

- Золотое оружие с надписью "За храбрость" (14.03.1904)

- Орден Святого Георгия 4-й степени (07.06.1904)

- Орден Святого Станислава 1-й степени с мечами (19.03.1907)

- Орден Святой Анны 1-й степени (1911)

- Орден Святого Владимира 2-й степени (14.04.1913)

- Орден Белого орла (10.04.1916)